# Uruñuela
Uruñuela es un municipio de España perteneciente a la comunidad autónoma de La Rioja. La localidad está situada a escasos 23 km de la capital autonómica, Logroño, y a 3 km de Nájera. El municipio tenía antaño una extensión de 10,4 kilómetros cuadrados; sin embargo hoy día su superficie es de 13,9 kilómetros cuadrados, puesto que el 10 de marzo de 2010, el Parlamento de La Rioja aprobó la Ley 3/2010 para la alteración de los términos municipales de Torremontalbo y de Uruñuela. Por ella, Somalo se desagregó del primer municipio y se incorporó al segundo. La villa se encuentra situada a una altitud de 499 metros sobre el nivel del mar y pertenece a la comarca de Nájera. La población que actualmente se asienta en la localidad gira en torno a los 950 habitantes, elevándose notablemente esa cifra en verano, a pesar de que durante el siglo pasado disminuyó en un 25 por ciento.

## Topónimo
Al igual que otros muchos topónimos de La Rioja el nombre de la localidad proviene del euskera, en concreto del término  "iruin / uruin" cuyo significado es "pueblo fortificado", al que se añade el artículo -a equivalente a  “el / la”  y el sufijo diminutivo romance "-ela". Es decir, el nombre de la localidad vendría a traducirse por "la población".  Este apelativo encuentra un paralelismo etimológico con el otro nombre dado a Pamplona, Iruña, además de con el de la aldea navarra de Iruñuela.
La aparición del nombre de la localidad en la documentación sucede con diferentes grafías de la siguiente manera: Eroniola en 945, flumine contra Irunia en 945, campo de Erunia / via de Erunia ad Naiera 1024, Uruniola 1050, Eruniola 1052, Oruniola 1054, Urunia / Erunia 1055, Urunola 1151, Orunnuella 1189, Huruñuela 1396, etc..

## Historia
Aparece nombrada en diferentes documentos como Eruñuela, Oriñuela y Oroñuela. Fue fundada en el siglo X, por el Rey Don García Sánchez III de Navarra "el de Nájera" con el objetivo de repoblar las tierras riojanas tras la invasión musulmana. En un documento de 1052, conservado en el archivo General de Simancas, se hace la primera mención a Uruñuela, citando la desaparecida iglesia de San Sebastián entre las agregadas a Santa María la Real de Nájera "herditatem San Sebastián de Eruñuela".
Estuvo incluida en los mayorazgos que dejaron Pedro Fernández II de Velasco y Beatriz Manrique a su descendencia, según indica una escritura de 14 de abril de 1458.
En 1518 seguía en manos de los Manrique ya que se sabe de pleitos mantenidos entre Luis Manrique y su hermano por las tierras de Uruñuela y Alesanco.
Carlos I le otorgó el título de villa, por el apoyo que el pueblo prestó a Antonio Manrique de Lara, segundo Duque de Nájera, para tomar el castillo de Malpica de Nájera tras ser ocupado por los comuneros.
En 1790 Uruñuela fue uno de los municipios fundadores de la Real Sociedad Económica de La Rioja, la cual era una de las sociedades de amigos del país creadas en el siglo XVIII conforme a los ideales de la ilustración.

## Arte

### Iglesia de San Servando y San Germán
El edificio está situado en el centro del pueblo, llegando a él después de pasar unos soportales que forman un arquitectónico y típico túnel. Hay un paseo que lo rodea, con acceso a él a través de unas escalerillas.
Los titulares del edificio son San Servando y San Germán aunque anteriormente hubo otro llamado San Sebastián, que existía ya antes del año 1052. La actual se construyó sobre la actual a mediados del siglo XVI quizá el año 1548 cuando comienza el libro 1º de Bautizados.
La torre se realiza por los años que rondan a 1650, con Bartolomé de la Carrera, que aparece como maestro de arquitectura. Terminaba en forma de azotea, en forma de atalaya, pero el 10 de junio de 1937 se inauguró el remate actual, en forma piramidal, en ladrillo y con 4 metros de altura. La veleta se había colocado en el año 1916.
La incoación de Expediente de Monumento Artístico tiene fecha de 9 de febrero de 1983.El retablo del altar mayor (bien conservado) es todo de madera dorada, tiene forma de media naranja y llega hasta la bóveda, teniendo columnas Salomónicas adornadas con uvas. Es una obra realizada por Francisco de la Cueva (apodado Montañés y residente en Torrecilla de Cameros el año 1690), de estilo barroco churrigueresco y terminado en 1718. Este retablo es del mismo autor y estilo que los de la Santa María de la Redonda de Logroño, Tricio y Santa María la Real de Nájera.
Hay cuatro retablos más en las paredes laterales, todos ellos de estilo rococó y hechos en madera. Uno de ellos con la imagen de Ntra. Sra. del Rosario y otro con el de Ntra. Sra. de la Asunción, fueron realizados por Serván de Ollorca (1623 y 1629, 1627; respectivamente). En las pechinas laterales aparecen como remates una jarra con azucenas (símbolo de la Orden de la Terraza) y la Cruz de Santiago.
Las imágenes talladas en madera son:
- S.XV: Cristo (1’10 m.), es la talla más valiosa.
- S.XVI: San Ignacio Mártir.
- S.XVII: San Isidro, San Fernando, Candelas o Virgen del Rosario.
- S.XVIII: San Antonio, San José, San Roque, San Antón, Dolorosa y Nazareno.

En el coro que se realiza hacia 1620, podemos ver el órgano de estilo rococó, hecho en Logroño por Esteban de San Juan en el año 1762 y que ha sido restaurado para que vuelva a sonar como lo hacía antaño.
El edificio es de forma rectangular, construido en piedra de sillería. Tiene tres naves de igual altura y seis columnas cilíndricas con arcos apuntados que soportan crucerías estrelladas con combados curvos. Su estilo es gótico plateresco (Reyes Católicos), aunque la fachada principal (puerta de entrada) es de estilo renacentista del siglo XVII.
En el muro de la iglesia parroquial, en la parte norte, existe un arco y debajo de él, un sepulcro de piedra y una estatua yacente del siglo XVI. En la base hay relieves de flamigeros y una cruz potenzada con cuatro angelotes. Aquí descansan los restos mortales de Fray Pablo Martínez de Uruñuela.

### Ermita de Nuestra Señora del Patrocinio
Está situada a la izquierda de la carretera que va hacia Nájera a las afueras del pueblo. Construida en un terreno que cedió D. Vicente Saenz de Santamaría, al cual el pueblo en agradecimiento le dedicó una calle.
El edificio es de principios del siglo XVIII. Tiene forma de cruz latina de una sola nave, con una hermosa cúpula de linterna.
En el interior de la Ermita se encuentra el retablo del mayor, de estilo renacentista. Es de madera dorada, tiene cuatro columnas y en el centro, en un camarín, está colocada Ntra. Señora del Patrocinio o en su defecto la Virgen de las Espinas (ésta recibe su nombre de la aureola que la rodea, pero se trata realmente de la imagen de la Virgen de Guadalupe que siempre está representada de esta manera). En la parte superior de este retablo hay una imagen de San Juan Bautista (siglo XVIII).
Hay otros dos retablos, en uno aparece la imagen de San José y en el otro la de San Francisco de Paula (ambas del siglo XVIII).
Como curiosidad es necesario destacar la existencia de un exvoto pintado con motivos castrenses, en referencia al milagro que obró la virgen, con una inscripción que dice así: “El 21 de agosto de 1790 estaban acampados unos regimientos de soldados y estando oyendo misa ante la Virgen, reventó una escopeta, milagrosamente, no hizo daño a nadie. En Oriñuela a 21 de agosto de 1790″.

### Rollo jurisdiccional
Se trata de un rollo cilíndrico con zapatas, de cartones enrollados en el coronamiento, de la segunda mitad del siglo XVI. Está algo erosionado debido al paso de los años. Sobre una base de unos 60 cm de altura, sobre el nivel de la calle actual, la columna surge de un plinto y moldura con arranque de la misma y se compone de dos grandes tambores de más de un metro de altura cada uno y sobre ellos de eleva un cuerpo de idéntico grosor del que salen los cuatro brazos. Las dos caras laterales han sido decoradas con espirales que resaltan el juego conseguido mediante la alteración de la forma voluminosa. Y en la cara inferior, en su línea central que va del fuste a la columna hasta el borde más exterior del brazo, se ha grabado la figura de una cuerda que da así la imagen de ser una maroma que sujeta al fuste y pasando por una polea imaginaria , servirla para sujetar un peso invisible que colgarla de los brazos.
El simbolismo del rollo de Uruñuela es claro; se trata de representar la espada de la justicia clavada firmemente en tierra y cuya operatividad ejerce mediante el funcionamiento de esas cuerdas grabadas en los brazos y que sirven para sujetar a los delincuentes.
Aunque hasta hace unos años estuvo en una propiedad privada cercada por una tapia que se interrumpe mediante reja para evitar su ocultación total, la cual, sin embargo, ha respetado su identidad y lo ha conservado y protegido, aunque privándolo de su antigua independencia y reduciéndolo en su esbeltez por defecto de la perspectiva, hoy en día se halla en el cruce entre la Carretera de Nájera, y el principio de las calles Camino de Hormilla y Camino de las Huertas, en una zona renovada recientemente.

## Cultura

### Asociaciones culturales
Existen 7 asociaciones culturales:
- Asociación de Amas de Casa: se encargan de realizar viajes culturales, charlas informativas, degustaciones, sorteos benéficos y campeonatos de brisca durante las fiestas.
- Asociación de Madres y Padres: se encargan de organizar clases extraescolares, cabalgata de Reyes, fiesta de carnaval, charlas informativas, degustaciones, cine escolar y excursiones.
- Asociación de Vecinos: se encargan de realizar exposiciones y charlas informativas.
- Asociación de Jubilados: realizan degustaciones y viajes.
- Peña Cultural Virgen del Patrocinio: creada en 2015, se encarga de organizar actividades, como el "Cartero Real", el festival de DJs y la degustación de jamón con tomate durante las fiestas patronales; además de eventos y salidas para todos sus integrantes durante todo el año.
- Peña La Cigüeña: Esta peña nace en 2009 siguiendo los pasos de J.U.M.A, la anterior asociación de jóvenes de Uruñuela. Ellos se encargan de amenizar las fiestas patronales de la Virgen del Patrocinio. Organizan los campeonatos de frontenis, futbito, baloncesto, el concurso de disfraces, talleres para los más pequeños, festival de DJs y una degustación de salchichón asado el tercer domingo de agosto durante el día grande de las fiestas patronales.
- Asociación de Cazadores de Uruñuela: durante las fiestas realizan el Campeonato de San Huberto y el resto del año llevan un control de la fauna.

### Actividades culturales
Charlas, degustaciones, campeonatos, cross popular, sorteos benéficos y cada año el Ayuntamiento, con la colaboración de las distintas asociaciones organiza las jornadas en torno al vino Uruñuela Calidad.

## Fiestas
Uruñuela comienza el año con la celebración de unas fiestas que se han hecho tradicionales. Los días 1 y 2 de febrero se celebra San Ignacio de Antioquía y Las Candelas. En esta última las gentes de Uruñuela sacan a la Virgen en procesión y ponen una vela encendida, la función de la vela es determinante para los agricultores, ya que, si no se apaga durante el recorrido, el año será bueno para el campo. Al final de estas jornadas las diversas asociaciones ofrecen degustaciones. El día de San Ignacio tenemos morcilla asada y el día de Las Candelas, Chocolatada.
El primer domingo de mayo, se traslada la imagen de la Virgen del Patrocinio desde la ermita hasta la parroquia. Tras celebrarse una misa, llevan a La Virgen de las Espinas de la iglesia a la Ermita.
El día 15 de mayo la localidad celebra la fiesta de San Isidro, patrón de los agricultores. Este día tiene lugar una misa y procesión con el santo adornado con productos del campo y roscas dulces.
El tercer domingo de agosto la villa celebra sus fiestas mayores en honor a la patrona Nuestra Señora del Patrocinio. A lo largo de estas fiestas, las distintas asociaciones del pueblo con la colaboración del Ayuntamiento, ofrecen degustaciones de jamón con pimientos, cigüeños, patatas bravas, salchichón asado…Por su parte, el Ayuntamiento ofrece una degustación de chorizo escaldado y chocolatada.
También durante las fiestas hay diversos campeonatos como son los de frontenis, futbito y baloncesto. Desde hace unos años tenemos también suelta de vaquillas en la plaza portátil. El miércoles se celebra la gira. Toda la gente del pueblo se reúne con sus cuadrillas y van a pasar el día a Edesa o a La Paula. Para los más pequeños también hay diversión, el jueves de fiestas la Peña La Cigüeña organiza juegos infantiles (teñido de camisetas, cucañas, juegos…). Ese mismo día tiene lugar la Cena de jóvenes promovida por la Peña La Cigüeña que no sería posible sin la colaboración del Ayuntamiento y de toda la gente que acude a ella. El Viernes el Ayuntamiento contrata un parque Infantil durante todo el día también para los más jóvenes. El sábado tiene lugar el concurso de calderetas en Edesa. Cada cuadrilla presenta su caldereta y un jurado decide cuál de todos está más rica. Hay premios y charanga para animar a la gente. Al final del día tenemos fuegos artificiales los cuales dan por terminadas las fiestas hasta el próximo año.
Ya en el mes de noviembre se celebra la fiesta de Gracias. El Domingo tiene lugar una procesión en la cual se traslada a la Virgen de Las Espinas de la Iglesia a la Ermita y se trae a la Virgen del Patrocinio a la Iglesia.

## Turismo
La situación de Uruñuela es privilegiada dentro de los enclaves turísticos de la región. Se encuentra a solo tres kilómetros de Nájera a la que se accede por la comarcal  LR-113  y diecisiete de San Millán de la Cogolla. Desde Uruñuela se llega a San Millán de la Cogolla yendo hasta Arenzana de Abajo por la  LR-113  y luego incorporándose a la  LR-205  que conduce hasta allí. Nájera y San Millán de la Cogolla son dos de las ciudades con mayor riqueza artística. Su posición cercana a Santo Domingo de la Calzada, al que se llega por la  A-12  y Haro, primero por la  LR-113  hasta Cenicero, tomando a continuación la  N-232  y luego por la  N-124 , así como a la capital, Logroño, a la que se accede por la  A-12  hacen que la visita sea cómodo desde cualquiera de estos puntos.
Las actividades deportivas que se pueden practicar en Uruñuela son el senderismo, paseos en bici, caminar etc.

### Municipios limítrofes
En la siguiente tabla aparecen los municipios que limitan con el término municipal de Uruñuela, en la secuencia geográfica en la que están situados:
| Noroeste: San Asensio | Norte: Cenicero | Nordeste: Cenicero |
| Oeste: Hormilleja     |                 | Este: Huércanos    |
| Suroeste: Nájera      | Sur: Nájera     | Sureste: Huércanos |

## Economía
La agricultura, y en concreto la viticultura, es hoy en día la mayor fuente de ingresos de la villa, pero no siempre tuvo un papel tan pujante como ahora. En 1951, tras un pedrisco que arrasó la mayoría de las cosechas, 120 personas emigraron a otras regiones de España, entre ellas al País Vasco, donde actualmente hoy tienen familiares en esta región casi todos los habitantes. Pero es a partir de 1957, año en que se inaugura el canal de la margen derecha del Río Najerilla, cuando, con la protección de los regadíos, la agricultura comienza un despegue espectacular que ha convertido la zona en una de las de mayor renta per cápita de la región.
También es destacable la ganadería y la industria en el municipio, pues hay granjas avícolas y porcinas. Además, numerosas empresas de construcción están asentadas en la villa: empresas de metalurgia, arados y hormigones

### Industrias y Empresas

#### Sector vitivinícola
- Bodega Cooperativa El Patrocinio. Archivado el 17 de abril de 2016 en Wayback Machine.
- Bodegas Leza García.
- Bodegas y Viñedos Martínez Corta.
- Bodegas Viña Berneda.
- Bodega Heliodoro Ibáñez.
- Bodega Vicente Marín Bajo.
- Bodegas Luis de la Peña.
- Bodega Las Cepas.

#### Graveras
- Julio Angulo S.L.

#### Hormigones
- Hormigones Angulo Hermanos.

#### Sector Avícola
- Granja La Floreta.

#### Sector Porcino
- Granja Gallarta.

#### Bares
- Bar Sindicato “Cooperativa Las Candelas”.

- Café Bar Menoscuarto.

#### Tiendas
- Carnicería Felipe.
- Supermercado Proxim.

#### Alojamientos rurales
- Casa Rural La Cigüeña.

A 1 de enero de 2021 la localidad cuenta con 60 empresas registradas en su territorio.
| Gráfica de evolución del número de empresas en Uruñuela entre 2012 y 2021                                                                 |
| |
| Número de empresas registradas en Uruñuela (2012-2020) según el DIRCE. Número de empresas registradas en Uruñuela en 2021 según el DIRCE. |

### Evolución de la deuda viva
El concepto de deuda viva contempla sólo las deudas con cajas y bancos relativas a créditos financieros, valores de renta fija y préstamos o créditos transferidos a terceros, excluyéndose, por tanto, la deuda comercial.
| Gráfica de evolución de la deuda viva del Ayuntamiento de Uruñuela entre 2008 y 2020                           |
| |
| Deuda viva del Ayuntamiento de Uruñuela (en miles de €) según datos del Ministerio de Hacienda y Ad. Públicas. |

La deuda viva municipal por habitante en 2020 ascendía a 77,55€.

## Geografía humana

### Demografía
Cuenta con una población de 990 habitantes (INE 2024).
| Gráfica de evolución demográfica de Uruñuela entre 1842 y 2021                                                        |
| |
| Población de derecho según los censos de población del INE. Población de hecho según los censos de población del INE. |

## Administración
| Periodo   | Nombre                    | Partido                 |
| --------- | ------------------------- | ----------------------- |
| 1979-1983 | Ángel García Guinea       | Agrupación de Electores |
| 1983-1987 | Felicísimo López Hernáez  | AP                      |
| 1987-1991 | Felicísimo López Hernáez  | AP                      |
| 1991-1995 | Felicísimo López Hernáez  | PP                      |
| 1995-1999 | Felicísimo López Hernáez  | PP                      |
| 1999-2003 | Felicísimo López Hernáez  | PP                      |
| 2003-2007 | Felicísimo López Hernáez  | PP                      |
| 2007-2011 | Luis Fernando Leza García | PP                      |
| 2011-2015 | Luis Fernando Leza García | PP                      |
| 2015-2019 | Carmelo Guinea Pascual    | PSOE                    |
| 2019-2023 | Carmelo Guinea Pascual    | PSOE                    |
| 2023-act. | Carmelo Guinea Pascual    | PSOE                    |

Tras las elecciones del 28 de mayo de 2023, el PSOE gana por mayoría absoluta por lo que Carmelo Guinea Pascual se convierte en alcalde del municipio. El ayuntamiento se conforma de la siguiente manera:
| Partidos                                 | Concejales |
| ---------------------------------------- | ---------- |
| Partido Socialista Obrero Español (PSOE) | 4          |
| Partido Popular (PP)                     | 3          |

Comparativa con el resto de elecciones municipales desde 1983:
| Fecha              | mayo de 2023           | mayo de 2023           | mayo de 2019           | mayo de 2019           | mayo de 2015           | mayo de 2015           | mayo de 2011              | mayo de 2011              | mayo de 2007              | mayo de 2007              | mayo de 2003             | mayo de 2003             | junio de 1999            | junio de 1999            | mayo de 1995             | mayo de 1995             | mayo de 1991             | mayo de 1991             | junio de 1987            | junio de 1987            | mayo de 1983             | mayo de 1983             |
| ------------------ | ---------------------- | ---------------------- | ---------------------- | ---------------------- | ---------------------- | ---------------------- | ------------------------- | ------------------------- | ------------------------- | ------------------------- | ------------------------ | ------------------------ | ------------------------ | ------------------------ | ------------------------ | ------------------------ | ------------------------ | ------------------------ | ------------------------ | ------------------------ | ------------------------ | ------------------------ |
| Concepto           | Total                  | %                      | Total                  | %                      | Total                  | %                      | Total                     | %                         | Total                     | %                         | Total                    | %                        | Total                    | %                        | Total                    | %                        | Total                    | %                        | Total                    | %                        | Total                    | %                        |
| Censo de electores | 734                    | 100                    | 736                    | 100                    | 715                    | 100                    | 685                       | 100                       | 667                       | 100                       | 622                      | 100                      | 634                      | 100                      | 643                      | 100                      | 629                      | 100                      | 589                      | 100                      | 595                      | 100                      |
| Participación      | 580                    | 79,01                  | 575                    | 78,15                  | 579                    | 80,98                  | 565                       | 82,48                     | 553                       | 82,91                     | 558                      | 89,71                    | 549                      | 86,59                    | 569                      | 88,49                    | 569                      | 90,46                    | 524                      | 88,96                    | 526                      | 88,40                    |
| PP                 | 225                    | 39,54                  | 233                    | 40,95                  | 249                    | 43,84                  | 277                       | 51,01                     | 274                       | 51,02                     | 300                      | 54,35                    | 317                      | 58,17                    | 342                      | 60,75                    | 286                      | 50,26                    | 256                      | 49.61                    | 239                      | 45.44                    |
| PSOE               | 333                    | 58,52                  | 327                    | 57,47                  | 307                    | 54,05                  | 203                       | 37,38                     | 143                       | 26,63                     | 123                      | 22,28                    | 115                      | 21,10                    | 93                       | 16,52                    | 120                      | 21,09                    | 112                      | 21,71                    | 110                      | 20,91                    |
| PR                 | -                      | -                      | -                      | -                      | -                      | -                      | 58                        | 10,68                     | 112                       | 20,86                     | 122                      | 22,10                    | 107                      | 19,63                    | 122                      | 21,67                    | 158                      | 27,77                    | 143                      | 27,71                    | 177                      | 33,65                    |
| Alcalde            | Carmelo Guinea Pascual | Carmelo Guinea Pascual | Carmelo Guinea Pascual | Carmelo Guinea Pascual | Carmelo Guinea Pascual | Carmelo Guinea Pascual | Luis Fernando Leza García | Luis Fernando Leza García | Luis Fernando Leza García | Luis Fernando Leza García | Felicísimo López Hernáez | Felicísimo López Hernáez | Felicísimo López Hernáez | Felicísimo López Hernáez | Felicísimo López Hernáez | Felicísimo López Hernáez | Felicísimo López Hernáez | Felicísimo López Hernáez | Felicísimo López Hernáez | Felicísimo López Hernáez | Felicísimo López Hernáez | Felicísimo López Hernáez |

## Hijos ilustres de la villa
- Fray Pablo Martínez de Uruñuela: Nació en 1440. Fue monje Benedictino y ocupó los cargos de mayordomo, Prior y Abad en el monasterio de Santa María la Real de Nájera. El Papa Inocencio VII lo nombró Abad de Nájera el 8 de mayo de 1486, y fue consagrado como tal en Barcelona de mano de su propio obispo.
- Don Diego Merino: Médico en el Hospital Real de Burgos, autor en latín de un libro de medicina publicado en 1575 bajo el título “Didaci Merini Hurunuelensis, xenodochii Regis jugi burgensis medici, de morbis internis libri sex (podemos traducir por: “De Diego Merino de Uruñuela, médico del Rey en Burgos: seis libros sobre las enfermedades internas”).
- Fray Sebastián Leza de la Concepción: Nació el 20 de enero de 1834. Agustino Recoleto.
- Fray Máximo Leza del Patrocinio: Nacido el 18 de noviembre de 1840, llegó a ser confesor de Monteagudo (Navarra) y de San Millán.
- Fray Roque Leza del Patrocinio de María: Nacido el 15 de agosto de 1853. Procurador general de los Agustinos Recoletos en 1888.
- Don Juan González Mateo: Nacido en Corella (Navarra) el 20 de julio de 1884 y fallecido en Toledo el 1 de agosto de 1936. Sacerdote ecónomo entre 1910 y 1921 del municipio y fundador del Sindicato Agrícola Cátolico de Uruñuela. La localidad le tiene dedicada una calle por su gran labor a favor de la Federación Agrícola Católica de La Rioja y su servicio al pueblo.
- Luciana Cárdenas Sáez: Nació en 1892 y falleció en 1969. Religiosa de la congregación de las Hermanitas de los Ancianos Desamparados, realizó una insigne labor en el asilo de Calahorra.
- Alejandro Sáez González: Nacido en 1934. Deán de la Concatedral de Santa María de la Redonda en Logroño.
- Julia Sáez-Angulo: Nacida en 1946. Escritora, periodista y crítica de arte. Licenciada en Periodismo y Derecho por la Universidad Complutense de Madrid. Ha trabajado como periodista en diversos diarios madrileños y en los Servicios Especiales de la Agencia EFE. Entre sus libros destacan Es tan fácil matar (1991), Vuelta a Orbiña (1994), Días de internado (1997), El vendedor de plumas (2000), La mujer del norte (2006) y La lectora de la Condesa (2010), entre otros. También es autora de dos libros de poemas: Criaturas del tiempo y la memoria (2005) y Ráfagas (2009).
- Juan Jesús Leza Benito: Nacido en 1958. General de Brigada del Cuerpo General del Ejército de Tierra con destino a la Legión.